# Bedřich František II. Meklenbursko-Zvěřínský
Bedřich František II. Meklenbursko-Zvěřínský (28. února 1823, Ludwigslust – 15. dubna 1883, Schwerin) byl pruský důstojník a od 7. března 1842 meklenbursko-zvěřínský velkovévoda.

## Život
Narodil se v paláci Ludwigslust jako nejstarší syn dědičného velkovévody Pavla Fridricha Meklenburského a jeho manželky Alexandry Pruské. Po smrti pradědečka Bedřicha Františka I. Meklenbursko-Zvěřínského 1. února 1837 se stal následníkem trůnu. Bedřich František byl soukromě vzděláván do roku 1838. Pak přešel na Blochmannův institut v Drážďanech a poté na Univerzitu v Bonnu. Otcovým nástupcem se stal 7. března 1842.
Bedřich František sloužil za dánsko-německé války na generálním štábu polního maršála Friedricha von Wrangel. Během prusko-rakouské války přikázal obsadit Lipsko a obléhat Norimberk. Účastnil se také prusko-francouzské války, ve které byl generálním guvernérem Remeše a nakázal německým silám obléhat Toul. Bránil pruské vojáky při obléhání Paříže před Armée de la Loire. Porazil francouzská vojska v bitvě u Beaune-La-Rolande a Beaugency. Z matčiny strany byl bratrancem německého císaře Fridricha III. a ruského cara Alexandra II. Byl pruským generálem a ruským polním maršálem.
Bedřich František zemřel 15. dubna 1883 ve Schwerinu a jeho nástupcem se stal jeho nejstarší syn Bedřich František III. Meklenbursko-Zvěřínský.

## Manželství a potomci
Bedřich František se poprvé oženil 3. listopadu 1849 s Augustou Reuss Köstritz. Měli spolu šest dětí:
- Bedřich František III. Meklenbursko-Zvěřínský (19. března 1851 – 10. dubna 1897), velkovévoda meklenbursko-zvěřinský, ⚭ 1879 Anastázie Michajlovna Ruská (28. července 1860 – 11. března 1922), ruská velkokněžna
- Pavel Fridrich Meklenburský (19. září 1852 – 17. května 1923), ⚭ 1881 Marie Windisch-Grätz (11. prosince 1856 – 9. července 1929)
- Marie Meklenbursko-Zvěřínská (14. května 1854 – 6. září 1920), ⚭ 1874 Vladimír Alexandrovič Romanov (22. dubna 1847 – 17. února 1909), ruský velkokníže
- Mikuláš Meklenbursko-Zvěřínský (18. srpna 1855 – 23. ledna 1856)
- Jan Albrecht Meklenburský (8. prosince 1857 – 16. února 1920), v letech 1897 až 1901 působil jako regent v Meklenbursko-zvěřínském velkovévodství a v letech 1907 až 1913 v Brunšvickém vévodství
⚭ 1886 Alžběta Sibyla Sasko-Výmarsko-Eisenašská (28. února 1854 – 10. července 1908)
⚭ 1909 Alžběta ze Stolberg-Rossla (23. července 1885 – 16. října 1969)
- Alexandr Meklenbursko-Zvěřínský (*/† 13. srpna 1859)

Bedřich František se podruhé oženil 4. července 1864 v Darmstadtu s Annou Hesenskou (1843–1865). Měli spolu pouze jednu dceru, Anna sama zemřela krátce po jejím narození na horečku omladnic:
- Anna Meklenbursko-Zvěřínská (7. dubna 1865 – 8. února 1882)

Potřetí se oženil 4. července 1868 s Marií Schwarzbursko-Rudolstadtskou (1850–1922), se kterou měl čtyři děti:
- Alžběta Alexandrina Meklenbursko-Zvěřínská (10. srpna 1869 – 3. září 1955), ⚭ 1896 Fridrich August II. (16. listopadu 1852 – 24. ledna 1931), posledníoldenburský velkovévoda
- Fridrich Vilém Meklenbursko-Zvěřínský (5. dubna 1871 – 22. září 1897), svobodný a bezdětný
- Adolf Fridrich Meklenburský (10. října 1873 – 5. srpna 1969),
⚭ 1917 Viktorie Feodora z Reussu (21. dubna 1889 – 18. prosince 1918)
⚭ 1924 Alžběta ze Stolberg-Rossla (vdova po jeho nevlastním bratrovi)
- Jindřich Meklenbursko-Zvěřínský (19. dubna 1876 – 3. července 1934), ⚭ 1901 Vilemína (31. srpna 1880 – 28. listopadu 1962), nizozemská královna v letech 1890–1948

## Vývod z předků
|                                              |                                              |  |                     |                                                            |  |  |  |  |  |  |  | Ludvík Meklenbursko-Zvěřínský |
|                                              |                                              |  |                     |                                                            |  |  |  |  |  |  |  |                               |
|                                              | Fridrich František I. Meklenbursko-Zvěřínský |  |                     |                                                            |  |  |  |  |  |  |  |                               |
|                                              |                                              |  |                     |                                                            |  |  |  |  |  |  |  |                               |
|                                              |                                              |  |                     | Šarlota Žofie Sasko-Kobursko-Saalfeldská                   |  |  |  |  |  |  |  |                               |
|                                              |                                              |  |                     |                                                            |  |  |  |  |  |  |  |                               |
|                                              | Fridrich Ludvík Meklenbursko-Zvěřínský       |  |                     |                                                            |  |  |  |  |  |  |  |                               |
|                                              |                                              |  |                     |                                                            |  |  |  |  |  |  |  |                               |
|                                              |                                              |  |                     | Jan August Sasko-Gothajsko-Altenburský                     |  |  |  |  |  |  |  |                               |
|                                              |                                              |  |                     |                                                            |  |  |  |  |  |  |  |                               |
|                                              | Luisa Sasko-Gothajsko-Altenburská            |  |                     |                                                            |  |  |  |  |  |  |  |                               |
|                                              |                                              |  |                     |                                                            |  |  |  |  |  |  |  |                               |
|                                              |                                              |  |                     | Luisa Reuss-Schleiz                                        |  |  |  |  |  |  |  |                               |
|                                              |                                              |  |                     |                                                            |  |  |  |  |  |  |  |                               |
|                                              | Pavel Fridrich Meklenbursko-Zvěřínský        |  |                     |                                                            |  |  |  |  |  |  |  |                               |
|                                              |                                              |  |                     |                                                            |  |  |  |  |  |  |  |                               |
|                                              |                                              |  |                     | Petr III. Ruský                                            |  |  |  |  |  |  |  |                               |
|                                              |                                              |  |                     |                                                            |  |  |  |  |  |  |  |                               |
|                                              | Pavel I. Ruský                               |  |                     |                                                            |  |  |  |  |  |  |  |                               |
|                                              |                                              |  |                     |                                                            |  |  |  |  |  |  |  |                               |
|                                              |                                              |  |                     | Kateřina II. Veliká                                        |  |  |  |  |  |  |  |                               |
|                                              |                                              |  |                     |                                                            |  |  |  |  |  |  |  |                               |
|                                              | Jelena Pavlovna Ruská                        |  |                     |                                                            |  |  |  |  |  |  |  |                               |
|                                              |                                              |  |                     |                                                            |  |  |  |  |  |  |  |                               |
|                                              |                                              |  |                     | Fridrich II. Evžen Württemberský                           |  |  |  |  |  |  |  |                               |
|                                              |                                              |  |                     |                                                            |  |  |  |  |  |  |  |                               |
|                                              | Žofie Dorota Württemberská                   |  |                     |                                                            |  |  |  |  |  |  |  |                               |
|                                              |                                              |  |                     |                                                            |  |  |  |  |  |  |  |                               |
|                                              |                                              |  |                     | Bedřiška Braniborsko-Schwedtská                            |  |  |  |  |  |  |  |                               |
|                                              |                                              |  |                     |                                                            |  |  |  |  |  |  |  |                               |
| Bedřich František II. Meklenbursko-Zvěřínský |                                              |  |                     |                                                            |  |  |  |  |  |  |  |                               |
|                                              |                                              |  |                     |                                                            |  |  |  |  |  |  |  |                               |
|                                              |                                              |  | August Vilém Pruský |                                                            |  |  |  |  |  |  |  |                               |
|                                              |                                              |  |                     |                                                            |  |  |  |  |  |  |  |                               |
|                                              | Fridrich Vilém II.                           |  |                     |                                                            |  |  |  |  |  |  |  |                               |
|                                              |                                              |  |                     |                                                            |  |  |  |  |  |  |  |                               |
|                                              |                                              |  |                     | Luisa Amálie Brunšvicko-Wolfenbüttelská                    |  |  |  |  |  |  |  |                               |
|                                              |                                              |  |                     |                                                            |  |  |  |  |  |  |  |                               |
|                                              | Fridrich Vilém III.                          |  |                     |                                                            |  |  |  |  |  |  |  |                               |
|                                              |                                              |  |                     |                                                            |  |  |  |  |  |  |  |                               |
|                                              |                                              |  |                     | Ludvík IX. Hesensko-Darmstadtský                           |  |  |  |  |  |  |  |                               |
|                                              |                                              |  |                     |                                                            |  |  |  |  |  |  |  |                               |
|                                              | Frederika Luisa Hesensko-Darmstadtská        |  |                     |                                                            |  |  |  |  |  |  |  |                               |
|                                              |                                              |  |                     |                                                            |  |  |  |  |  |  |  |                               |
|                                              |                                              |  |                     | Karolína Falcko-Zweibrückenská                             |  |  |  |  |  |  |  |                               |
|                                              |                                              |  |                     |                                                            |  |  |  |  |  |  |  |                               |
|                                              | Alexandra Pruská                             |  |                     |                                                            |  |  |  |  |  |  |  |                               |
|                                              |                                              |  |                     |                                                            |  |  |  |  |  |  |  |                               |
|                                              |                                              |  |                     | Karel Ludvík Fridrich Meklenbursko-Střelický               |  |  |  |  |  |  |  |                               |
|                                              |                                              |  |                     |                                                            |  |  |  |  |  |  |  |                               |
|                                              | Karel II. Meklenbursko-Střelický             |  |                     |                                                            |  |  |  |  |  |  |  |                               |
|                                              |                                              |  |                     |                                                            |  |  |  |  |  |  |  |                               |
|                                              |                                              |  |                     | Alžběta Sasko-Hildburghausenská                            |  |  |  |  |  |  |  |                               |
|                                              |                                              |  |                     |                                                            |  |  |  |  |  |  |  |                               |
|                                              | Luisa Meklenbursko-Střelická                 |  |                     |                                                            |  |  |  |  |  |  |  |                               |
|                                              |                                              |  |                     |                                                            |  |  |  |  |  |  |  |                               |
|                                              |                                              |  |                     | Jiří Vilém Hesensko-Darmstadtský                           |  |  |  |  |  |  |  |                               |
|                                              |                                              |  |                     |                                                            |  |  |  |  |  |  |  |                               |
|                                              | Frederika Hesensko-Darmstadtská              |  |                     |                                                            |  |  |  |  |  |  |  |                               |
|                                              |                                              |  |                     |                                                            |  |  |  |  |  |  |  |                               |
|                                              |                                              |  |                     | Marie Luisa Albertina Leiningensko-Falkenbursko-Dagsburská |  |  |  |  |  |  |  |                               |
|                                              |                                              |  |                     |                                                            |  |  |  |  |  |  |  |                               |